# 8418 Mogamigawa
8418 Mogamigawa eller 1996 VS30 är en asteroid i huvudbältet som upptäcktes den 10 november 1996 av den japanske amatörastronomen Tomimaru Okuni vid Nanyō-observatoriet. Den är uppkallad efter Mogamifloden i Japan.